# U.S. Highway 8
Der U.S. Highway 8 (kurz US 8) ist ein United States Highway in den Vereinigten Staaten. Er beginnt an der Interstate 35 in Forest Lake im Bundesstaat Minnesota und endet nach 452 Kilometern am U.S. Highway 2 in Norway im Bundesstaat Michigan.

## Verlauf

### Minnesota
In Minnesota trifft der U.S. Highway 8 etwa einen Kilometer nach der I-35 im Norden von Forest Lake auf den U.S. Highway 61. Südlich von Taylors Falls nutzt er für etwa drei Kilometer parallel zum St. Croix River die gleiche Straße wie die Minnesota State Route 95. Nach der Überquerung des Flusses erreicht er Wisconsin.

### Wisconsin
Mit St. Croix Falls verläuft der US 8 durch die erste Stadt in Wisconsin. Er verläuft in östlicher Richtung durch den Bundesstaat und trifft bei Turtle Lake auf den U.S. Highway 63 sowie bei Cameron auf den U.S. Highway 53, der in diesem Abschnitt als Freeway ausgebaut ist. Nördlich von Tomahawk kreuzt der Highway den US 51 sowie in Monico den US 45. Zwischen Pembine und Niagara nutzt der U.S. Highway 8 die gleiche Trasse wie der U.S. Highway 141, bevor der US 8 die Grenze zu Michigan erreicht.

### Michigan
Mit der Überquerung des Menominee Rivers erreicht der U.S. Highway 8 den Bundesstaat Michigan. Die Straße endet nach nur etwa vier Kilometern südlich von Norway am U.S. Highway 2.

## Zubringer und Umgehungen
- Ehemaliger U.S. Highway 208 in Minnesota